# Annandale (Nouvelle-Galles du Sud)
Pour les articles homonymes, voir Annandale.
Annandale est une ville-banlieue australienne située dans la zone d'administration locale d'Inner West, de l'agglomération de Sydney en Nouvelle-Galles du Sud.

## Géographie
Annandale est située à environ 5 km à l'ouest du centre d'affaires de Sydney. Elle est bordée au nord par la baie de Rozelle, une dépendance de la baie de Sydney.

## Démographie
En 2016, la population s'élevait à 9 451 habitants.

## Culture locale et patrimoine

### Lieux et monuments
- Église Saint-Brendan d'Annandale